# Osmani Urrutia
Osmani Urrutia (Macagua 8, Jobabo, provincia de Las Tunas, 26 de junio de 1976) máximo bateador en promedio en la historia de las Nacionales, y con su récord de títulos ofensivos bien difícil de romper, se erige como uno de los hombres más destacados actualmente y de por vida a la hora de hablar de buenos bateadores. En la 46 Serie concluyó como campeón de bateo con promedio de 371, a pesar de comenzar mal, recuperando la supremacía para lograr así su sexto título. Las anteriores coronas de bateo fueron en 2000-01 (431), 2002 (408), 2002-03 (469, récord para el béisbol cubano), 2003-04 (421) y 2004-05 (385). En 2005-06 no fue líder aunque promedió para .425 por lo que es apodado como el señor 400 de la pelota cubana.